# Петрівка (Шевченківська селищна громада)
Петрі́вка (з 1825 по 1840 — хутір Петрівський, з 1840 по 1925 — Лаптівка) — село в Україні, у Шевченківській селищній громаді Куп’янського району Харківської області. Населення становить 609 осіб. До 2020 орган місцевого самоврядування — Петрівська сільська рада.

## Географія
Село Петрівка знаходиться на лівому березі річки Великий Бурлук, вище за течією на відстані 4 км розташоване село Аркадівка, нижче за течією на відстані 3,5 км розташоване село Мостове, на протилежному березі — село Горожанівка.

## Історія
- 1825 — дата заснування як хутір Петрівський.
- 1840 — перейменоване в село Лаптівка.
- 7 (20) листопада 1917 року, відповідно до.Третього Універсалу Української Центральної Ради, увійшло до складу Української Народної Республіки[1].
- 1925 — перейменоване в село Петрівка.
- 12 червня 2020 року, відповідно до Розпорядження Кабінету Міністрів України № 725-р «Про визначення адміністративних центрів та затвердження територій територіальних громад Харківської області», увійшло до складу Шевченківської селищної територіальної громади[2].
- 19 липня 2020 року, в результаті адміністративно-територіальної реформи та ліквідації Шевченківського району, село увійшло до складу новоутвореного Куп'янського району Харківської області[3].

## Економіка
- Молочно-товарна і птахо-товарна ферма.

## Постаті
- Днищенко Любов Іванівна (* 1936) — заслужений працівник сільського господарства, почесний громадянин Шевченківського району.